# Coq Rouge
Coq Rouge is een spionageroman uit 1986 van de Zweedse auteur Jan Guillou, met in de hoofdrol de fictieve geheim agent Carl Hamilton.
Carl Gustaf Gilbert Hamilton behoort tot de Zweedse adel⁣, maar hij verwierp zijn familiewaarden en werd lid van Clarté, een socialistische studentenvereniging, en Vietnamactivist. Hij vervulde de dienstplicht om in het systeem te infiltreren en deze te versterken.
Tijdens zijn opleiding tot aanvalsduiker doet DG (een acroniem voor De Grijze), een gepensioneerde directeur van de Zweedse inlichtingendienst⁣, maar nog steeds aan de zijlijn actief, hem een onweerstaanbaar aanbod.
De staat zal alle kosten voor zijn rekening nemen van een dubbele opleiding in de Verenigde Staten. De studie computerwetenschappen zou hij openlijk volgen maar de tweede, militaire Special Operations, in het geheim.
Hij accepteerde het aanbod en werd hiermee het nieuwste wapen van de Zweedse inlichtingendienst.
Na zijn terugkeer uit de Verenigde Staten als luitenant (marinereservist) en graaf is er geen plaats voor hem binnen de militaire inlichtingendienst als gevolg van de politieke omwentelingen die in Zweden hebben plaatsgevonden. Hij wordt tijdelijk toegewezen aan de Zweedse veiligheidspolitie SÄPO met als directeur Henrik P. Neslund, die een grondige afkeer heeft van Hamilton.
Samen met twee andere SÄPO-politieagenten krijgt hij de taak onderzoek te verrichten naar de moord op een hoge SÄPO-officier. De moord is zeer professioneel uitgevoerd waardoor er slechts weinig aanwijzingen zijn en men slechts beschikt over een vage beschrijving van de moordenaar.
Er wordt vermoed dat Palestijnse terroristen de liquidatie hebben uitgevoerd omdat het slachtoffer bezig was met een zaak tegen de organisatie Zwarte September en misschien informatie had verkregen over een toekomstige aanslag.
In het Noorse Oslo schaduwt de politie een man die voldoet aan dezelfde beschrijving. Het onderzoek leidt Hamilton van Stockholm naar Oslo, Beiroet, de Israëlische Rode Zeekust en weer terug naar Stockholm voor een grote ontknoping binnen de officieuze Palestijnse ambassade.
De codenaam "Coq Rouge" komt voort uit een gesprek tussen Neslund en zijn Israëlische tegenhanger tijdens een bijeenkomst in Frankrijk tussen de Europese veiligheidsdiensten. Neslund zegt dat Hamilton zo trots is als een haan en een communist. De Israëliër zegt dan: "Waarom noem je hem dan niet de rode haan, "Coq Rouge?".

## Film
De roman werd in 1989 verfilmd als Täcknamn Coq Rouge met in de hoofdrol Stellan Skarsgård.